# Succinea grosvenori
Succinea grosvenori är en snäckart som beskrevs av I. Lea 1864. Succinea grosvenori ingår i släktet Succinea och familjen bärnstenssnäckor. Inga underarter finns listade i Catalogue of Life.